# Vladimir Clodt von Jürgensburg
Vladimir Jakob Johan Adolf Clodt von Jürgensburg, född 2 september 1803 i Sankt Petersburg i Ryssland, död 22 februari 1887 i Sankt Petersburg, var en rysk artillerigeneral.
Vladimir Clodt von Jürgensburg var son till Karl-Gustav Clodt von Jürgensburg och Elisabet Charlotta Aurora von Freyholdt (1778–1825) och bror till skulptören Peter Clodt von Jürgensburg  och generalen och gravören Konstantin Clodt von Jürgensburg. Han blev professor i matematik vid krigsakademien i Sankt Petersburg. 
Han var gift med Marie Ivanovna Labradin (1807–1891). Paret hade två barn. Vladimir Clodt von Jürgensburg är begravd på Lutherska Smolenskkyrkogården i S:t Petersburg.